# Saint-Jacques (ancienne circonscription fédérale)
Pour les articles homonymes, voir Saint-Jacques.
Saint-Jacques fut une circonscription électorale fédérale du Québec, située sur l'île de Montréal. Elle fut représentée à la Chambre des communes de 1892 à 1987.
La circonscription fut créée en 1892 à partir des circonscriptions de Montréal-Centre et de Montréal-Est. La circonscription fut abolie en 1947 et redistribuée parmi la nouvelle circonscription de Saint-Jacques, ainsi que les circonscriptions de Lafontaine, Laurier, Papineau et Sainte-Marie.
Saint-Jacques fut abolie en 1952 et redistribuée parmi Laurier et la nouvelle circonscription de Saint-Jacques. Cette dernière fut créée à partir de Laurier et de Cartier. Elle fut abolie en 1976 et redistribuée parmi les circonscriptions de Laurier et de Saint-Henri.
En 1977, une nouvelle circonscription de Saint-Jacques, quand Saint-Henri modifia son nom pour celui-ci. Cette dernière fut abolie en 1987 et dispersée dans les circonscriptions de Laurier—Sainte-Marie, Saint-Henri—Westmount et Verdun—Saint-Paul.

## Géographie
En 1892, la circonscription comprenait:
- Une partie de la ville de Montréal contenu parmi les quartiers Saint-Jacques et Est

En 1914, la circonscription comprenait:
- L'ancien territoire de la circonscription
- Le quartier de Lafontaine

## Députés
1. 1896-1902 — Odilon Desmarais, PLC
2. 1902¹-1902 — Joseph Brunet, PLC
3. 1904¹-1911 — Honoré Gervais, PLC
4. 1911-1920 — Louis-Audet Lapointe, PLC
5. 1920¹-1939 — Fernand Rinfret, PLC
6. 1939¹-1944 — Eugène Durocher, PLC
7. 1945-1958 — Roland Beaudry, PLC
8. 1958-1962 — Charles-Édouard Campeau, PC
9. 1962-1968 — Maurice Rinfret, PLC
10. 1968-1988 — Jacques Guilbault, PLC

- PC  = Parti progressiste-conservateur
- PLC = Parti libéral du Canada
- ¹   = Élections partielles